# Цзинаньский центр олимпийских видов спорта
Цзинаньский центр олимпийских видов спорта (кит. упр. 济南奥林匹克体育中心) — многофункциональный стадион в Цзинани, провинция Шаньдун, КНР. Вмещает 60,000 зрителей. Является домашним стадионом для команды китайской Суперлиги «Шаньдун Лунэн». Проектные работы начались 28 мая 2006 года, в апреле 2009 года спортивное сооружение было официально открыто. На возведение стадиона было затрачено 2,5 млрд юаней.